# Jan Bartoš (sochař)

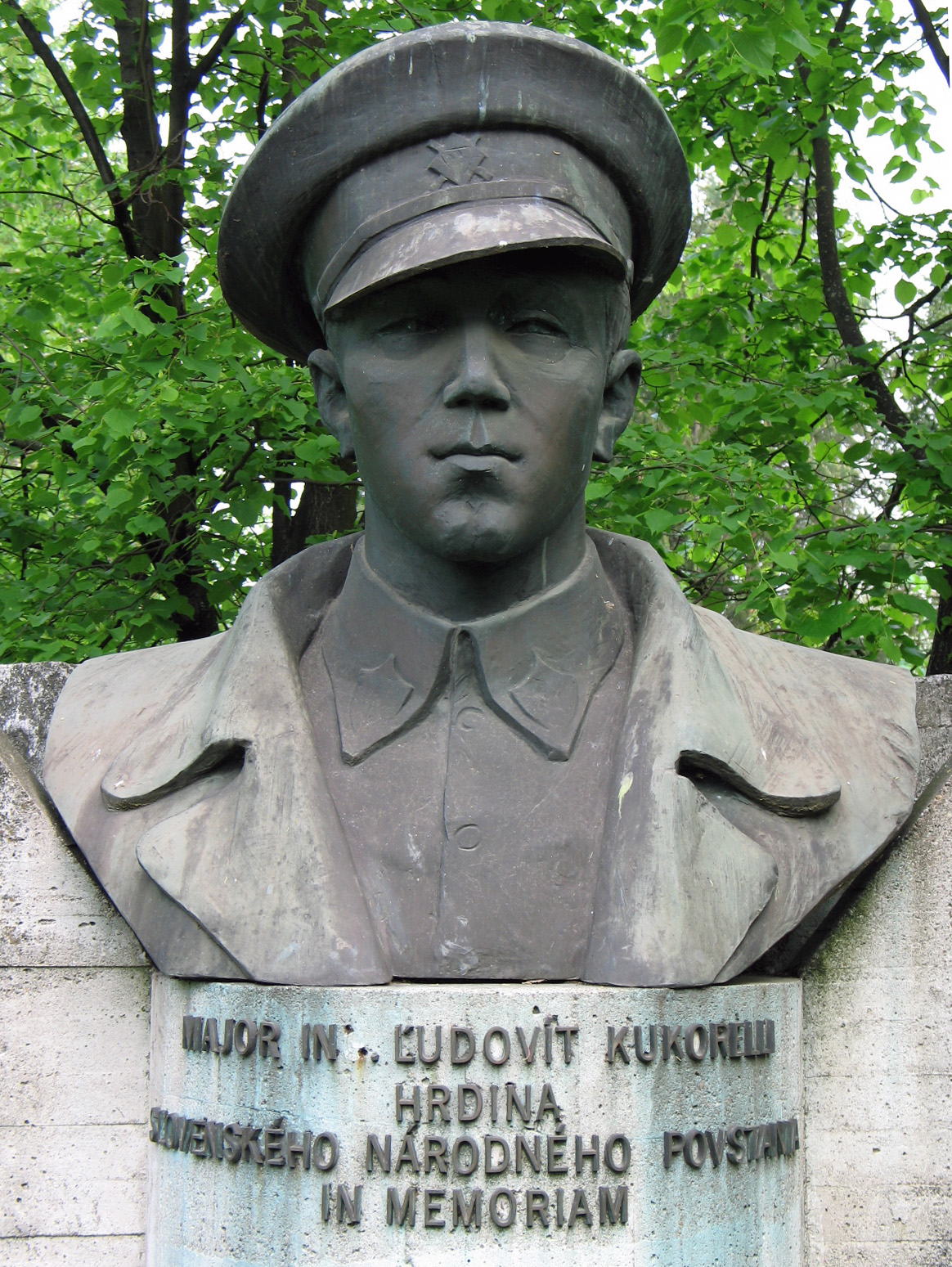
Busta Mjr. Ľudovíta Kukorelliho

Jan Bartoš (* 24. listopadu 1947 Praha) je český sochař a restaurátor.

## Život
Po absolvování Střední odborné školy výtvarné vystudoval v letech 1967–1973 Akademii výtvarných umění v Praze v ateliéru prof. Vlastimila Večeři a Jiřího Bradáčka. V letech 1974–1982 působil v Armádním výtvarném studiu.
Od roku 1973 vystavoval převážně na akcích k politickým výročím, jako byly Umění vítězného lidu. Přehlídka současného československého výtvarného umění k 30. výročí Vítězného února (1978), Výtvarní umělci k 35. výročí osvobození Československa Sovětskou armádou (1980), Mladí výtvarní umělci III. sjezdu SSM. Výstava z výsledků tvůrčích pobytů v průmyslových a zemědělských závodech (1982), Vyznání životu a míru. Přehlídka československého výtvarného umění k 40. výročí osvobození Československa Sovětskou armádou (1985), Lidé - život - práce. Výtvarná díla ze sbírek Ústřední rady odborů (1988).
Roku 1986 obdržel Výroční cenu Svazu českých výtvarných umělců a Českého fondu výtvarných umění.

## Dílo

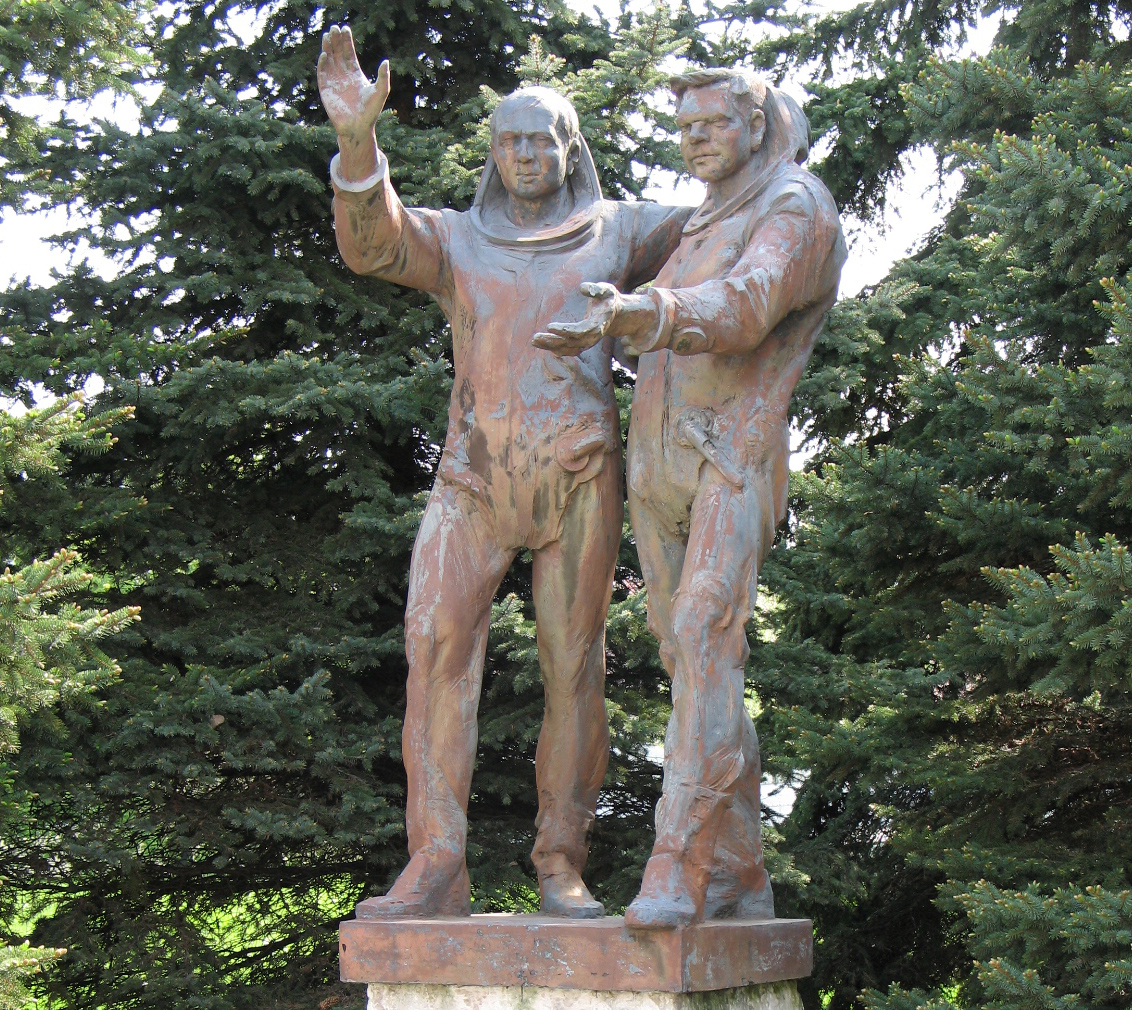
Jan Bartoš: Kosmonauti

Jeho figurativní sochařské dílo před rokem 1989 lze přiřadit náměty i provedením do proudu socialistického realismu.
Je autorem sousoší Kosmonauti na pražském Jižním Městě u stanice metra Háje. Sousoší znázorňuje prvního československého kosmonauta Vladimíra Remka se sovětským kosmonautem Alexejem Gubarevem. Stejné sousoší stávalo na nádvoří ZŠ Slovan v Kroměříži (od roku 2012 je uložena v depozitu v sídle společnosti Kroměřížské technické služby s.r.o.), další v Košicích v areálu bývalé Vojenské letecké akademie.
Roku 1985 vytvořil plastiku pro stanici metra v Moskvě. Často spolupracoval s architekty sídlišť a je autorem abstraktní plastiky u požární stanice Chodov, kamenné kašny a pamětních desek. Roku 1987 vytvořil bustu Jaroslava Krombholce pro Národní divadlo.
Po roce 1989 se podílel spolu se sochařem Josefem Vajcem na odlití pomníku T. G. Masaryka podle modelu původně vytvořeného Otakarem Španielem v roce 1931. Pomník byl odhalen na Hradčanském náměstí v Praze roku 2000.
Dále vytvořil busty A. Rašína a Jana Masaryka pro Městský úřad Prahy 2 nebo bustu Milady Horákové na Pankráci. V roce 2013 se zúčastnil soutěže na vytvoření portrétu Václava Havla a umístil se mezi čtyřmi nejlepšími návrhy, které vybrala odborná porota.

### Realizace (výběr)

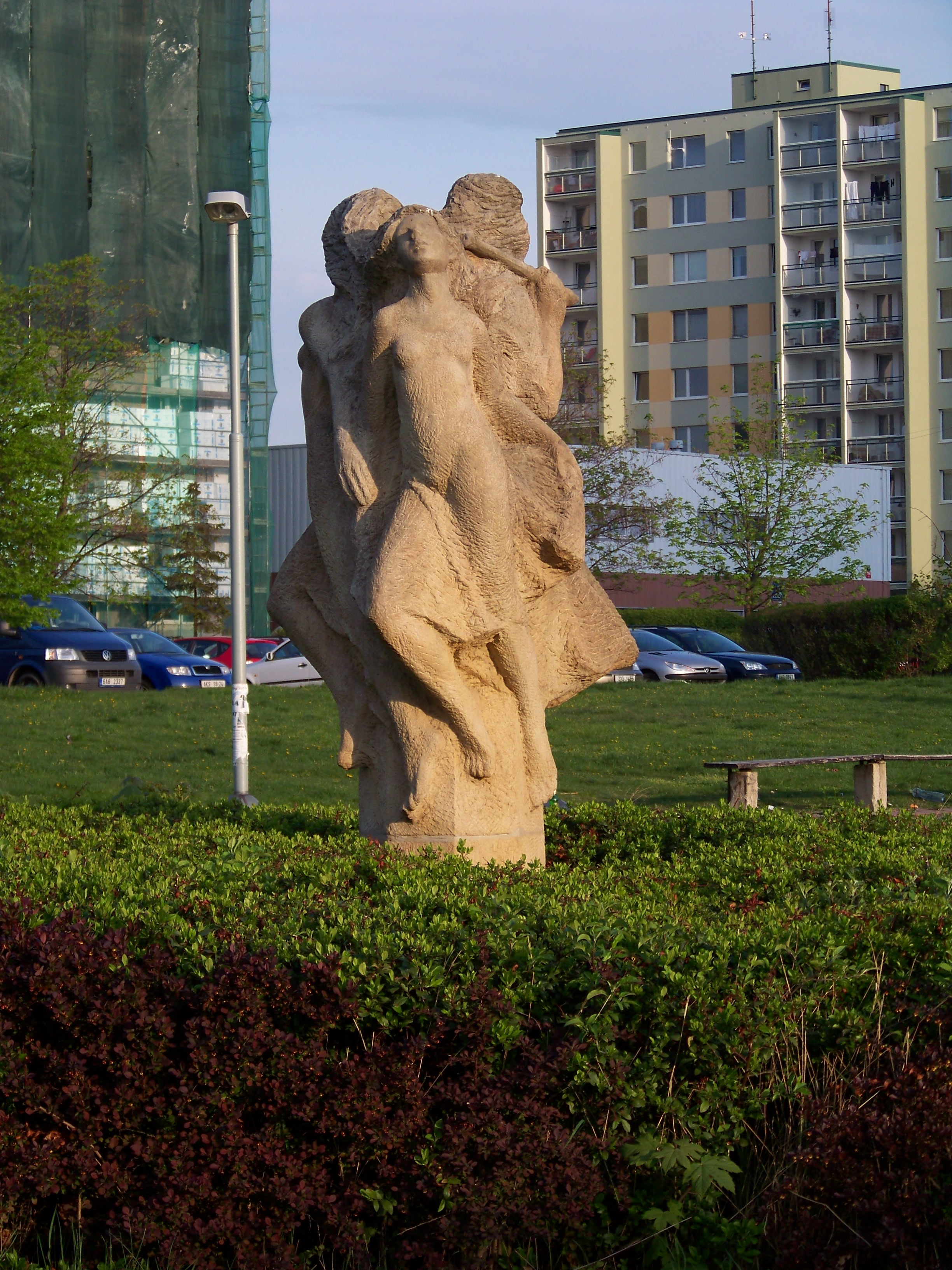
Jan Bartoš, Mládí, Schulhoffova

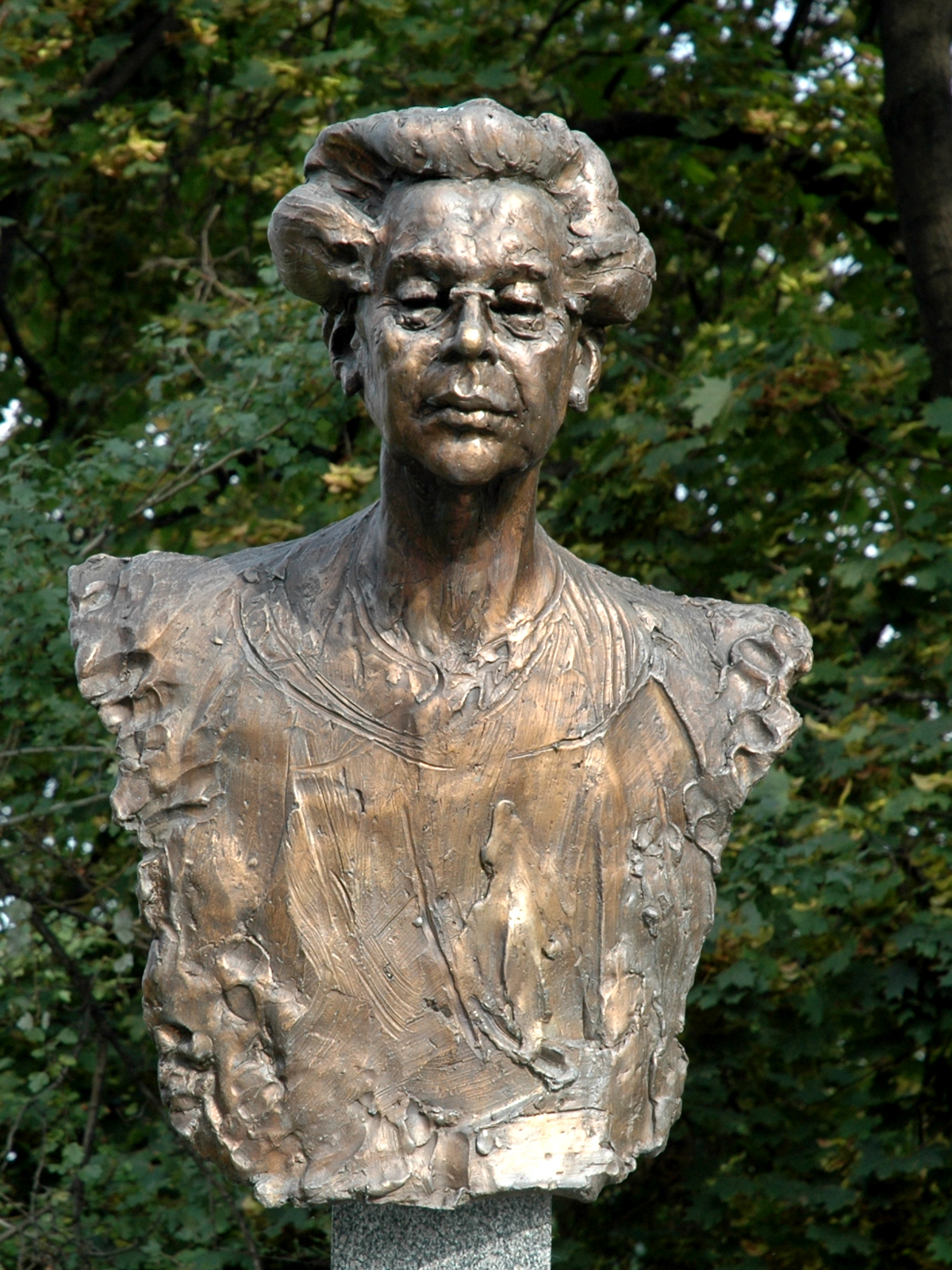
Jan Bartoš, Milada Horáková, Praha

- 1974 Busta, Pamätník hrdinovi SNP mjr. Ľudovítu Kukorellimu
- 1976 Mozaika, keramika
- 1979 Kosmonauti, Sousoší dvou stojících kosmonautů Vladimíra Remka a Alexeje Gubareva v Praze 11, stanice metra Háje[4]
- 1984 Mládí, kámen, Kamýk Lhotka - Libuš, Praha 12
- 1984 Mládí, kámen, Schulhoffova, Háje, Jižní město, Praha 11
- 1987 Geometrické tvary, Květnového vítězství, Chodov, Praha 11
- 1987 Jaroslav Krombholc, bronzová bysta, Národní divadlo
- 1988 Kašna, hudčidská žula, Celetná, Staré Město, Praha
- 2001 Busta Antonína Švehly, Švehlova, Praha 15[5]
- 2006 Busta Jana Masaryka, vila Osvěta, Praha 2[6]
- 2009 Milada Horáková, náměstí Hrdinů, Praha - Pankrác
- 2014 Busta Emila Pollerta, Špálova, Praha 6